# 氧化物薄膜晶体管
氧化物薄膜晶体管（英語：oxide thin-film transistor (TFT)）是场效应管的一种特殊类型，这种技术把半导体有源层和介电质以薄膜的形式沉积在制成衬底上。氧化物薄膜晶体管和非晶硅薄膜晶体管的主要区别是电子通道的材料是氧化物而不是非晶硅。常用的衬底为二氧化硅。薄膜晶体管主要應用于液晶显示器（LCD）和有机发光半导体（OLED）中。在传统的晶体管中，半导体材料为衬底，如晶圆。